# Ocean Boys FC
Ocean Boys FC – nigeryski klub piłkarski z siedzibą w mieście Brass, działający w latach 2002–2012, grający niegdyś w nigeryjskiej pierwszej lidze.

## Sukcesy
- I liga[1]:
  - mistrzostwo (1): 2006

- Puchar Nigerii[2]:
  - zwycięstwo (1): 2008

- Superpuchar Nigerii[2]:
  - zwycięstwo (1): 2006

## Występy w afrykańskich pucharach
| Sezon | Rozgrywki           | Runda   | Kraj         | Klub          | Dom | Wyjazd | Dwumecz      |
| ----- | ------------------- | ------- | ------------ | ------------- | --- | ------ | ------------ |
| 2007  | Liga Mistrzów       | wstępna | Sierra Leone | Kallon FC     | 0–0 | 0–1    | 0–1          |
| 2009  | Puchar Konfederacji | 1       | Zambia       | Red Arrows FC | 2–0 | 0–2    | 2–2 (k. 2–3) |

## Stadion
Domowe mecze klub rozgrywał na stadionie o nazwie Samson Siasia Stadium w Brass, który mógł pomieścić 5 tys. widzów.

## Reprezentanci kraju grający w klubie
Stan na styczeń 2023.
| - Okey Akabogu - Ifeanyi Edeh - Ekena Ezenwa - Ikechukwu Ezenwa - Brown Ideye - Akeem Latifu - Chiamaka Madu | - Christian Obiozor - Uche Okechukwu - Ifeanyi Onwuatu - Ayo Saka - Olufemi Thomas - Uche Ugochukwu |